# Tyrannulus elatus
Tyrannulus elatus là một loài chim trong họ Tyrannidae.